# Kummerbund

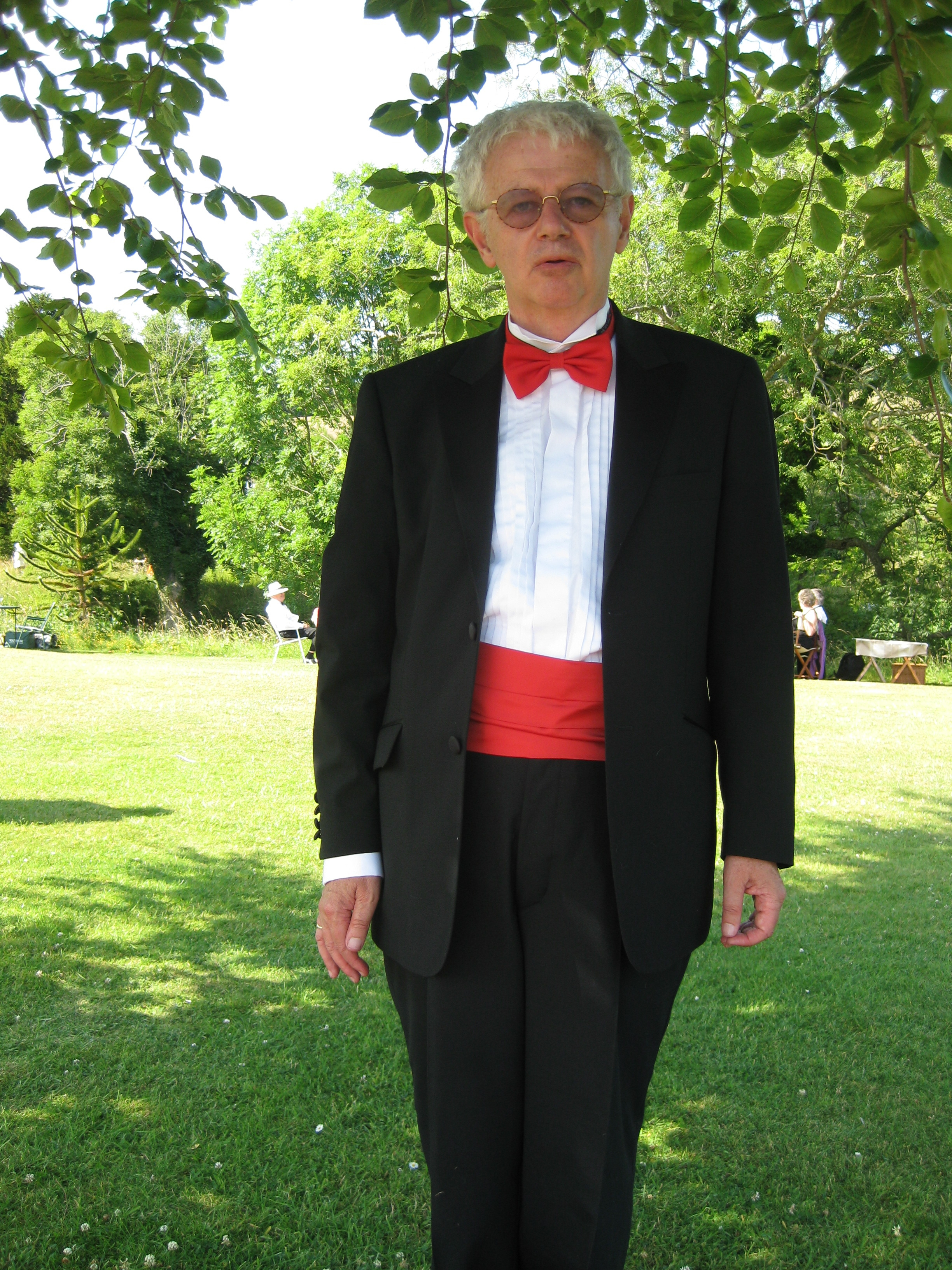
Mann mit rotem Kummerbund

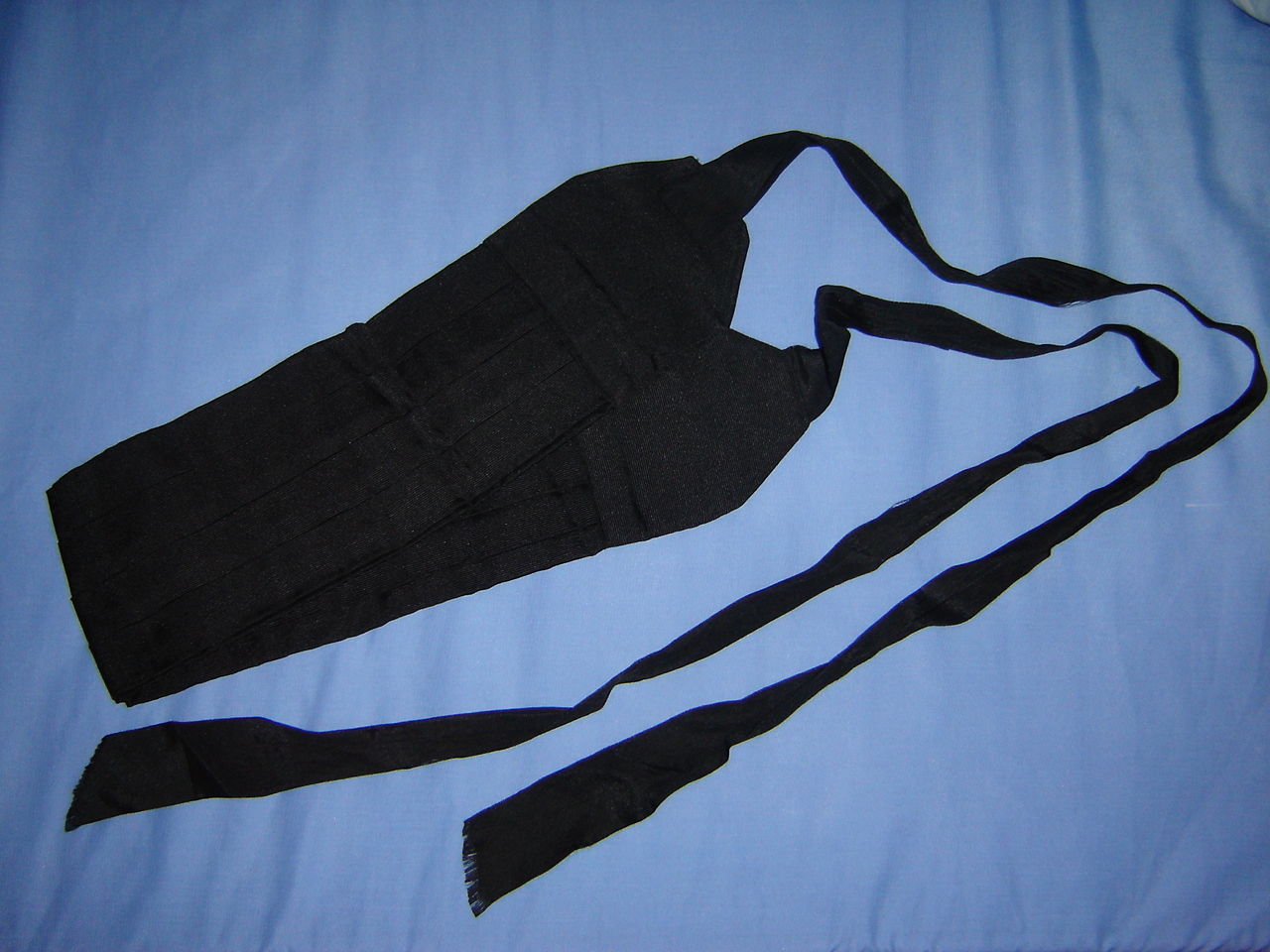
Kummerbund aus Seide, ca. 1950er Jahre

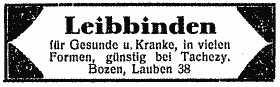
Werbeschaltung für Leibbinden, Bozen 1923

Der Kummerbund (von Persisch und Hindustani kamarband „Hüftband“) ist eine breite textile Leibbinde bzw. ein Taillenband, das als Teil einer Tracht oder eines Smokings getragen wird.

## Etymologie
Aus Hindustani und Persisch kamarband wurde phonetisch das englische Wort cummerbund (auch cumberbund). Von da war es sprachlich ein kleiner Schritt zum deutschen Wort „Kummerbund“, das nichts mit Kummer zu tun hat.

## Geschichte
Textile Leibbinden waren seit mehreren tausend Jahren wesentlicher Bestandteil der Kleidung von Männern und Frauen in Südasien und im Nahen Osten. Auch in National- und Volkstrachten, u. a. Armeniens, Albaniens, Griechenlands und Zyperns, spielen Leibbinden eine Rolle.
Die Parther trugen textile Leibbinden. Auf dem indischen Halbkontinent sind Darstellungen textiler Taillenbänder, patka genannt, aus dem 1. und 2. Jahrhundert belegt. Beide Geschlechter tragen sie auf den Darstellungen, um das dhoti-ähnliche Beinkleid zu halten. Dabei konnten die textilen Taillenbänder schmal oder breit, mittig am Bauch oder seitlich an der Hüfte geknotet sein. Im Nahen Osten war seit frühislamischer Zeit ein vorne geknöpftes Obergewand namens qaba weit verbreitet, das mit einer textilen Leibbinde gebunden wurde – vergleichbar mit der ebenfalls textil gebundenen Soutane.

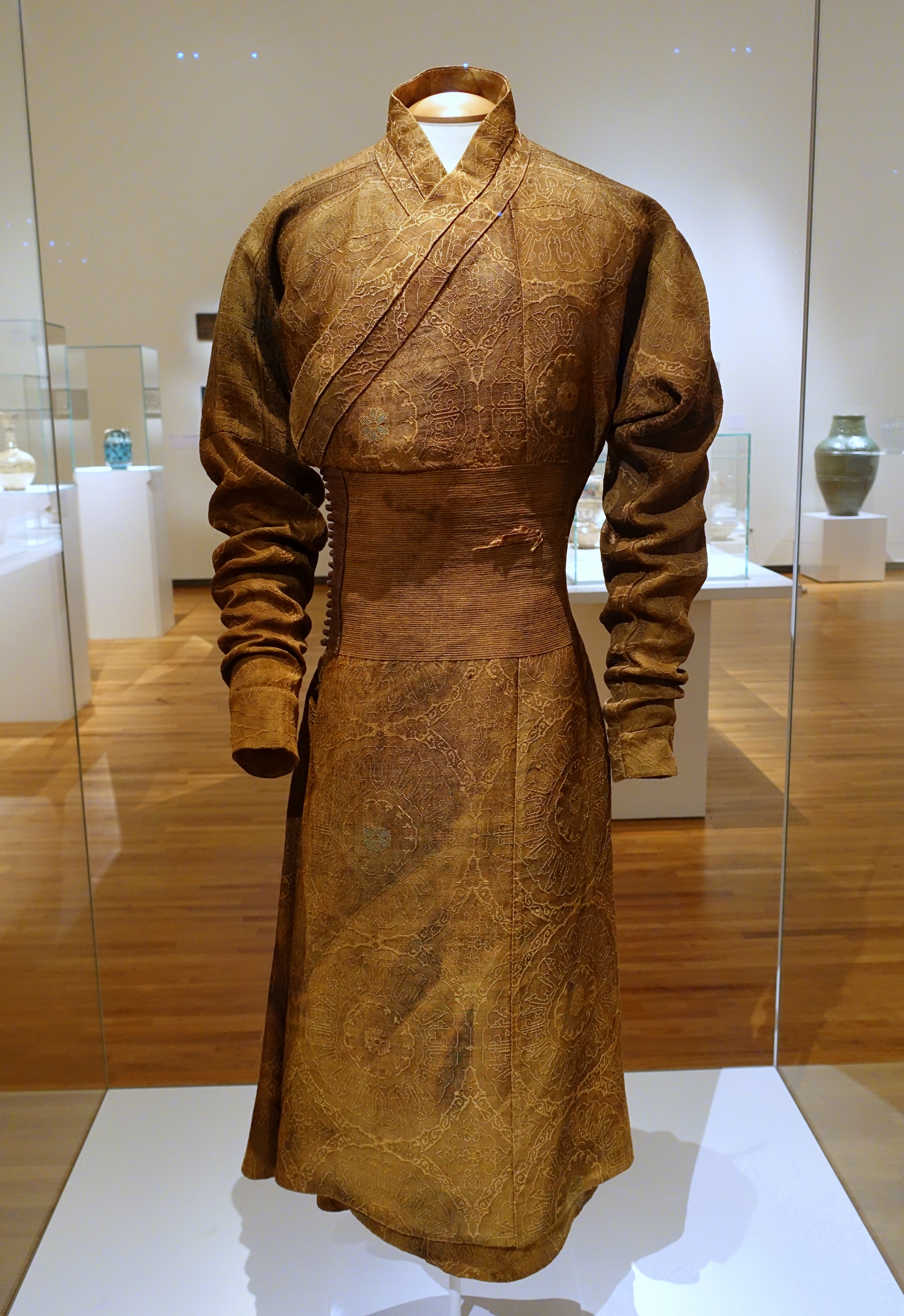
Qaba mit kamarband, Iran, frühes 14. Jahrhundert, Toronto, Aga Khan Museum.

Islamische Herrscher brachten in den darauffolgenden Jahrhunderten genähte Hosen (pajama) nach Nordindien; ungenähte Beinkleider und textile Leibbinden wurden nun die Kleidung der einfachen Leute. Ab dem 10. Jahrhundert sind patkas in indischen Darstellungen weit verbreitet, in einfachen ebenso wie in reich dekorierten Ausführungen. Die islamischen Herrscher führten zudem Gürtel und Leibriemen aus Leder und Metall ein, von denen keine Enden herabhingen. Mit dem Mogulreich verbreitete sich das patka in ganz Indien; es wurde außerdem breiter und konnte nun Dolche und andere Waffen sowie kleine Gegenstände halten, die textilen Enden konnten in die Falten gesteckt werden. Zu seiner Blütezeit unter Shah Jahan war ein patka ungefähr zweieinhalb Meter lang und einen halben Meter breit und konnte aus reichem Seidenbrokat, aber auch aus Wolle oder Musselin bestehen. Die Musterung reichte von einfarbig bis bestickt und bebildert. Im 17. Jahrhundert merkten europäische Reisende wie John Chardin und Johann Albrecht von Mandelslo an, dass die Leibbinden an den islamischen Höfen in Indien und Persien unterschiedlich gebunden wurden. 1813 beschrieb der Schweizer Johann Ludwig Burckhardt arabische Gewänder mit dünnen Leibbinden aus Kaschmirwolle für obere Gesellschaftsklassen.

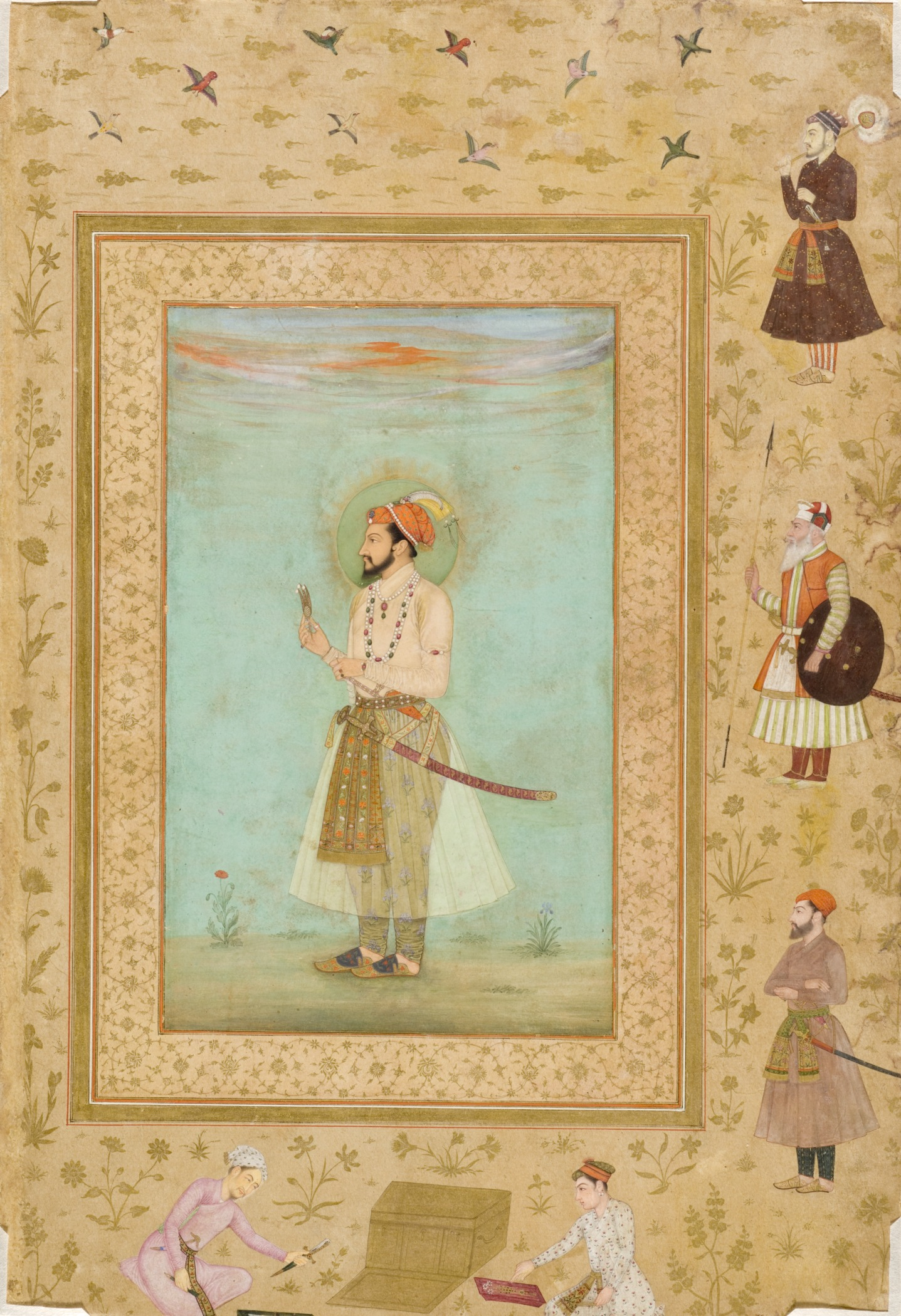
Shah Jahan mit patka, 17. Jahrhundert, LACMA.

Auch im 19. Jahrhundert, als die britische Kolonialherrschaft das Mogulreich beendete, blieben patkas, auch kamarband genannt, wesentlicher Bestandteil der Kleidung der indischen Oberschicht und breiteten sich von dort nun auch auf die unteren Beamtenränge des Kolonialreiches aus. Englische Reisende nannten das kamarband nun oft fälschlicherweise shawl, so etwa Godfrey Charles Mundy oder Fanny Parks. Im Sommer 1893 wurde diese Leibbinde mit drei bis vier waagerechten Falten in England anstelle der Weste zum Abendanzug getragen. In den 1930er Jahren fand der Kummerbund zum Sommersmoking auch europaweit Verbreitung. Ganz konnte er die Smokingweste aber erst in den 1960er Jahren verdrängen (in den 1950er Jahren gab es kurzzeitig auch eine Kummerweste, eine vorne geknöpfte Leibbinde). In den 1970er Jahren wurde der Kummerbund beim Smoking oft weggelassen.

## Mode
Der Kummerbund anstelle einer Smokingweste wird nur zur einreihigen Smokingjacke getragen. Traditionell ist er in Farbe und Design mit der Schleife und dem Einstecktuch abgestimmt. Beim klassischen Smoking sind Kummerbund und Schleife grundsätzlich schwarz – daher auch die englische Bezeichnung Black Tie für den Smoking. Der Kummerbund wird – den Hosenbund verdeckend – um die Taille getragen. Im Rücken lässt er sich mittels eines breiten Gummibandes verstellen und mit einer Metallschnalle oder Perlmuttknöpfen schließen.
In den indischen Leibbinden war zwischen den Falten eine kleine Tasche versteckt; daher trägt man den Kummerbund so, dass die an der Außenseite befindlichen Falten nach oben weisen. So bleibt die im Allgemeinen dort verborgene Billetttasche (für Eintrittskarten, Geld oder Ähnliches) zugänglich.